# Споменик природе Стабло цера у селу Палатна
Споменик природе „Стабло цера у селу Палатна“, насељеном месту на територији општине Подујево, на Косову и Метохији, представља споменик природе од 1987. године. Стабло цера (Quercus cerris L.) се налазе на месту званом „Мургулска река“.

## Решење - акт о оснивању
Решење о стављању под заштиту стабла цера у селу Палатна, на месту званом Мургулска река бр. 02-06-285 - СО Подујево. Службени лист САПК бр. 14/88.